# Caminaba un hombre
Caminaba un hombre es una novela del escritor georgiano, Otar Chiladze, publicada en 1973.

## Contexto
Caminaba un hombre es una traducción de 1986 de un libro georgiano, de la época soviética, en la que el lector encontrará una adaptación de la leyenda del toisón de oro y de otros mitos de la Grecia clásica.
Esto no le impedirá al lector descubrir personajes interesantísimos desde el punto de vista psicológico y de comportamiento, como Bedia, aquel marinero de Vani que observa como el mar los está abandonando sin que él se atreva a contárselo a nadie, o Malalo, la de los ojos negros, una prostituta de Babilonia en el apogeo de su profesión que trata de vencer la muerte por medio de sus hijas, o más aún el personaje de Kusa, sobrino de Farnaoz, uno de los protagonistas, un ser vil y rastrero, siempre al servicio del poder y que no duda en vender a quien haga falta.

## Personajes de la novela
- Eetes  - En la mitología griega, Eetes (del griego Αἰήτης) era un rey de la Cólquida (actual Georgia). Era hijo de Helios y de la ninfa Perseis y hermano de Circe. De su primera esposa, la reina Idía, Eetes tuvo

tres hijos: Medea, Calcíope y Apsirto. 
- Medea - Cuando Jasón y los argonautas llegaron a la Cólquida y reclamaron el vellocino de oro, el rey Eetes les prometió que se lo entregaría sólo si eran capaces de realizar ciertas tareas. En primer lugar Jasón tenía que uncir dos bueyes que exhalaban llamaradas de fuego por la boca y arar un campo con ellos. Una vez arado, debería sembrar en los surcos los dientes de dragón que Eetes le dio. Jasón aceptó las condiciones, a pesar de que salir airoso de la prueba le parecía imposible.

- Apsirto - En la mitología griega, Egialeo, Apsirto o Absirto era un príncipe de la Cólquida (actual Georgia) hijo del rey Eetes y de la ninfa Asterodea.

- Jasón - es un héroe de la mitología griega.Según las diferentes versiones, su madre fue Alcimede, hija de Fílaco, o bien Polimede, tía de Odiseo, aunque también son mencionadas Polimela, Eteoclímene, Polifeme o Teogneta.[3] Su padre fue Esón, hijo de Creteo y rey de Yolco hasta que su medio hermano, Pelias, lo destronó. Según otro relato, Esón confió el reino a su hermano Pelias, hasta que Jasón alcanzase la mayoría de edad.

- Minos - En la mitología griega, Minos (en griego antiguo Μίνως Mínôs) era un rey semilegendario de Creta, hijo de Zeus y Europa. La civilización minoica recibe de Minos su nombre.

- Ícaro - En la mitología griega, Ícaro (en griego antiguo Ἴκαρος Ikaros) es hijo del arquitecto Dédalo, constructor del laberinto de Creta, y de una esclava llamada Náucrate.[4]

- Dédalo - En la mitología griega, Dédalo (en griego Δαίδαλος Daídalos), hijo de Eupálamo, era un arquitecto y artesano muy hábil, famoso por haber construido el laberinto de Creta. Dédalo tuvo dos hijos: Ícaro y Yápige.